# Аксельрод, Павел Борисович
Па́вел Бори́сович Аксельро́д (12 [25] августа 1850, Почеп, Черниговская губерния — 16 апреля 1928, Берлин) — российский социал-демократ.
В 1870-е годы — народник, член «Земли и воли» (1876—1879), после её раскола — чернопеределец. В 1883—1903 годах член марксистской группы «Освобождение труда». С 1900 один из редакторов газеты «Искра» и журнала «Заря». Впоследствии — один из лидеров партии меньшевиков, идеолог меньшевистского движения. Написал ряд работ, пропагандировавших марксизм.
В 1917 году — член исполкома Петроградского совета, активно поддерживал Временное правительство. После Октябрьской революции — в эмиграции. Один из лидеров II Интернационала, сторонник реформизма, противник Советской власти, вплоть до призыва к вооружённой интервенции.

## Детство и юность
Павел Борисович Аксельрод (названный в деле Департамента полиции Борухом Пинхусом сыном Иоселевым) родился в семье еврея-шинкаря в деревне близ Почепа. По сословному положению — мещанин. Точная дата его рождения неизвестна, сам он указывал только, что родился около 1850 года, скорее раньше, чем позже.
В 1859 году семья Аксельродов перебралась в Шклов, где отец оказался на положении чернорабочего. Недостаток средств привёл к тому, что Аксельрод попал в школу для обучения еврейских детей русской грамоте. В 1863 году он поступил в гимназию Могилёва, которую успешно окончил. Большое влияние на будущего революционера оказала обстановка, в которой он рос. Воспитанный на идеалах гуманизма, социальной справедливости, атеизма и еврейского просветительства, он был ограничен в круге общения, почти не выходившем за рамки еврейской общины Шклова (позже — Могилёва). Окружающее православное население было враждебной средой (исключением был Н. И. Хлебников — учитель истории в Могилёвской гимназии, оказавший на Павла большое влияние), что определило первые шаги Аксельрода на поле общественной деятельности.
Начало общественно-политической деятельности Аксельрода связано с либеральным движением еврейского просветительства, основной целью которого было уравнение евреев в правах с православными через их европеизацию, то есть приобщение к европейской и в первую очередь русской культуре. Прежде всего речь шла об элементарном обучении грамоте. Движение не было противоправительственным, напротив, оно ориентировалось на «хорошего царя».
Поворотной точкой во взглядах Аксельрода стало знакомство с работами Ф. Лассаля и других авторов, посвящёнными революционным событиям середины XIX века в Европе. Аксельрод пришёл к мысли, что «еврейский вопрос» может быть решён только в рамках более общего «рабочего вопроса». Этот поворот относится к 1872 году. Он привёл Аксельрода к революционной борьбе. Одновременно, летом 1872 года, Аксельрод переводится из Нежинского лицея в Киевский университет Святого Владимира.

## Народнический период революционной деятельности (1872—1883)

Павел Борисович Аксельрод

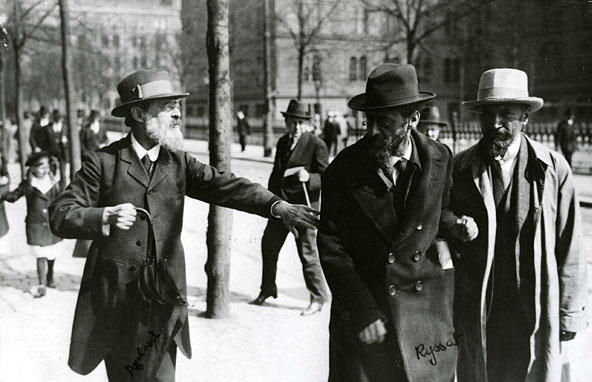
Павел Аксельрод, Юлий Мартов и Александр Мартынов в Стокгольме (16 мая 1917 года)

В Киевском университете Аксельрод сразу попал в среду формировавшегося кружка «Общества большой пропаганды» (кружок «чайковцев», названный так по фамилии лидера — Н. В. Чайковского) и занял в нём видное положение. В это время (1873 г.) Аксельрод знакомится с работами П. Л. Лаврова, оказавшими на него большое влияние, и М. А. Бакунина.
Летом 1874 года Аксельрод принял участие в «хождении в народ» в Полтавской, Черниговской и Могилёвской губерниях, ведя пропагандистскую работу среди крестьян. В конце августа — сентябре прошли массовые аресты «чайковцев». Аксельрод с товарищами были задержаны сельским старостой в Могилёвской губернии, но бежали, пересекли границу и оказались в эмиграции. Имя Аксельрода неоднократно упоминалось в обвинительном заключении по «Делу о пропаганде в Империи» («процесс 193-х»), что принесло ему известность в народнических кругах.
За границей П. Б. Аксельрод сначала жил в Берлине, а зимой 1874/75 годов перебрался в Женеву. Здесь он примкнул к группе социал-демократов, издававших газету «Работник» (З. К. Арборе-Ралли, Н. И. Жуковский, Н. А. Морозов, С. М. Степняк-Кравчинский и др.). Зиму 1875/76 и весну 1876 года Аксельрод по заданию редакции нелегально провёл в России, сначала на юге страны, а затем в Петербурге. Здесь состоялось знакомство с лидерами образовывавшейся тогда организации «Земля и воля» М. А. Натансоном, С. Л. Перовской и Г. А. Лопатиным. Тогда же Аксельрод познакомился со студентом Горного института Г. В. Плехановым.
Петербургские народники и группа «Работника» договорились о совместном издании журнала «Община», в редакцию которого вошли Арборе-Ралли, Жуковский, Аксельрод, Кравчинский, Дейч, а также Клеменц. Журнал выходил в 1878—1879 годах, в нём были помещены первые статьи Аксельрода, создавшие ему репутацию талантливого литератора.
В это время происходит переосмысление задач и тактики революционной борьбы: Аксельрод пришёл к выводу, что «хождение в народ» — это паломничество «верующих, но легкомысленных детей к святым местам» и результаты его ничтожны. Взгляды Аксельрда постепенно изменялись, становясь из народнических социал-демократическими. Об этой трансформации свидетельствуют его статьи, посвящённые в то время преимущественно «рабочему вопросу».
В 1879 году в Воронеже прошёл съезд «Земли и воли», разделившей её на «Народную волю» и «Чёрный передел». После некоторых колебаний Аксельрод присоединился к «Чёрному переделу» и вновь переехал в Петербург, став после вынужденного отъезда за границу руководства организации во главе с Г. В. Плехановым одним из лидеров «Чёрного передела» в России. Пытался создать «широкую социалистическую организацию», которая объединила бы революционеров разных направлений, но этот замысел оказался нежизнеспособным.
В 1880 году «чернопередельческие» кружки потряс ряд арестов. Аксельрод уехал в Румынию, а впоследствии, когда румынские власти выслали из страны русских эмигрантов, бежал и вновь оказался в Женеве (1881). Здесь, поскольку тяжёлое материальное положение вынуждало его к поиску различных заработков, он (по рекомендации П. Л. Лаврова) стал сотрудничать в газете «Вольное слово», печатая в ней регулярные «Письма о рабочем движении» и «Хроники рабочего движения».
Для того чтобы быть ближе к описываемым событиям и лицам, Аксельрод переехал в Цюрих — центр германской социал-демократической эмиграции. Здесь он близко сошёлся с лидерами немецкой социал-демократии Э. Бернштейном и К. Каутским. Идеи Аксельрода быстро эволюционируют в сторону набирающего силу марксизма. Происходит окончательный разрыв с народничеством и направлением «Народной воли».

## Участие в группе «Освобождение труда» (1883—1903)
В сентябре 1883 года вместе с Г. В. Плехановым, В. И. Засулич и другими П. Б. Аксельрод основал группу «Освобождение труда», лидером которой стал Плеханов. Это была первая собственно марксистская и социал-демократическая организация, сложившаяся в Швейцарии в среде революционеров-эмигрантов из России.
Осенью 1884 года группа «Освобождение труда» приступила к изданию серии книг под общим названием «Рабочая библиотека». Первой книгой в новой серии была объёмистая брошюра Аксельрода «Рабочее движение и социальная демократия», представлявшая собой изложение основных положений марксизма вне связи с российскими условиями.
Аксельрод полагал, что завоевание рабочим классом политической власти невозможно «без кровавой борьбы», но ей должна предшествовать длительная подготовительная работа, включающая в себя в том числе и опыт парламентаризма для рабочей партии.
В августе 1888 года группой опубликован сборник «Социал-демократ», в котором Аксельрод выступил как редактор и один из авторов. Впоследствии группа «Освобождение труда» вернулась к идее этого сборника и по мере нахождения средств было опубликовано ещё четыре выпуска «Литературно-политического обозрения „Социал-демократ“» (в 1890—1892 годах).
В связи с активизацией общественного движения в России в 1891-92 годах, которое было вызвано в том числе голодом и эпидемией холеры, у Аксельрода родился план объединения усилий либерального и социал-демократического движений в борьбе с самодержавием, связанный с созданием «Общества борьбы с голодом». Для реализации этого проекта Аксельрод попытался привлечь русскую эмиграцию в Париже (во главе с П. Л. Лавровым), Лондоне («Фонд вольной русской прессы» — С. М. Степняк-Кравчинский, Н. В. Чайковский и др.), Женеве (редакция «Свободной России» — В. Л. Бурцев и др.) и другие организации. В Цюрихе для организации «Общества» был создан межпартийный кружок из учащейся молодёжи во главе с шурином Аксельрода Я. М. Кальмансоном. В целом затея не удалась, но она способствовала преодолению изначальной изоляции группы «Освобождение труда».
С рубежа 1880-х — 1890-х годов начинается новый период в деятельности «Освобождения труда». С 1889 года она была постоянно представлена на конгрессах «Международного объединения рабочих партий» (II Интернационал), затем восстановились связи с набиравшими силу в России социал-демократическими кружками
Материальные проблемы Аксельроду удалось решить, заведя в середине 1880-х годов собственную небольшую фирму по производству кефира. К концу 1890-х годов она начала приносить стабильный доход, позволявший Аксельроду и его семье не только обеспечить собственную жизнь, но и оказывать материальную поддержку другим революционерам. В 1908 году фирма «Аксельрод-кефир», имевшая три отделения — в Цюрихе, Женеве и Базеле, была продана в обмен на пенсию её создателю со стороны нового владельца.

## 1902—1917
Аксельрод наряду с Г. В. Плехановым стал одним из первых российских теоретиков марксизма. Он являлся членом редколлегии «Искры», участником обсуждения проекта программы Российской социал-демократической рабочей партии (РСДРП) в апреле 1902 года. Аксельрод считал, что в России «промышленный пролетариат по своим составным элементам и условиям существования в высокой степени связан ещё с деревней», что «задача приобретения русскими социал-демократами приверженцев, прямых или косвенных союзников среди непролетарских классов, решается прежде всего и главным образом характером пропагандистской деятельности в среде самого пролетариата». Ленин в своей работе «Что делать?» (1902) отмечал «замечательную прозорливость» Аксельрода, однако в дальнейшем их пути разошлись, особенно после того, как Аксельрод вместе с Плехановым оспорил ленинские предложения по аграрному вопросу, а в дискуссии о членстве в партии поддержал Мартова. Именно Аксельрод в статьях, опубликованных в конце 1903 — начале 1904 годов в новой «Искре», первым указал на опасность превращения РСДРП в якобинскую, заговорщического типа организацию. В идеях Ленина он видел «утопию теократического характера», порожденного отсталостью России, проявление «мелкобуржуазного радикализма», использующего для своих целей борьбу рабочего класса.
С 1900 года Аксельрод — один из редакторов газеты «Искра» и журнала «Заря». Впоследствии — один из лидеров партии меньшевиков, идеолог меньшевистского движения. Написал ряд работ, пропагандировавших марксизм.
С момента оформления меньшевистского крыла РСДРП Аксельрод стал его неформальным лидером. В 1905 году он выступил противником установления «диктатуры пролетариата и крестьянства» и бойкота выборов в Первую Государственную думу. На Четвёртом Стокгольмском съезде партии (1906) Аксельрод осудил революционный максимализм большевиков, подчеркнув его пагубное воздействие на позицию как либералов, так и буржуазии в целом, приведя к их преждевременному повороту вправо. Позже Аксельрод обосновал ликвидаторство, выдвинув идею всероссийского рабочего съезда и создания легальной рабочей партии. На Венской конференции РСДРП в августе 1912 года он был избран членом Заграничного секретариата Организационного комитета РСДРП. В отличие от большевистской части партии меньшевистская её часть стала называться РСДРП (объединённая).
С началом Первой мировой войны Аксельрод не скрывал своих симпатий к Антанте, пытался найти объяснение позиции европейских социал-демократических партий, проголосовавших за поддержку собственных правительств, в «вековых традициях патриотизма». В дальнейшем он предложил план «интернациональной борьбы за мир»: давление рабочих на руководство своих партий для совместного решения вопроса об отзыве социалистов из правительств и отказа от голосования за военные кредиты. Циммервальдская (1915) и Кинтальская (1916) международные социалистические конференции рассматривались им как «частные интернациональные совещания» для преодоления психологических трудностей сближения разобщенных войной социалистических партий и предупреждения проникновения «ленинской пропаганды раскола» в западноевропейскую социал-демократию, за что Ленин назвал его «лидером русских каутскианцев». В борьбе с ленинской идеей превращения войны империалистической в гражданскую он добился вместе с Мартовым ключевой для циммервальдского большинства формулировки о необходимости достижения «всеобщего мирного договора без аннексий и контрибуций».

## 1917—1928
Февральская революция застала Аксельрода в Цюрихе. В Россию он вернулся 9 мая вместе с группой эмигрантов тем же путём (в пломбированном вагоне через Германию), каким до этого прибыли Ленин и Зиновьев. В одном из первых интервью Аксельрод подчеркнул, что «нынешняя революция не является чисто пролетарской, но также и буржуазной», а потому «вредно требовать свержения буржуазного правительства», Временное правительство нуждается в поддержке «при широком участии представителей пролетариата во всех отраслях общественной и государственной деятельности и повседневной органической работе над демократизацией всех областей национальной жизни». В пределах, «определяемых буржуазным характером революции», эта поддержка «явится взаимной поддержкой буржуазии и пролетариата и совместной чисткой авгиевых конюшен низвергнутого царизма». Вхождение социалистов в правительство считал «принципиально нежелательным». В Петрограде Аксельрод стал членом исполкома Петроградского совета.
Майская всероссийская конференция РСДРП(о) избрала Аксельрода членом Организационного комитета (ОК), на первом же заседании которого он был избран его председателем. Аксельрод принял участие в обсуждении вопросов об организации кампании за мир и ходе подготовки к созыву международной социалистической конференции, доклада И. Г. Церетели о внешней политике коалиционного Временного правительства, поддержал предложение прекратить деятельность IV Государственной думы и Государственного совета, высказался за контакт с министрами — делегатами партии, за их отчёт перед ОК. Аксельрод был делегирован от ОК в Бюро по созыву объединительного (августовского) съезда РСДРП на третью Циммервальдскую конференцию. По личным обстоятельствам (из-за болезни, а вскоре и смерти дочери) он выехал за границу для подготовки конференции (она состоялась в сентябре) позже других (в самом начале августа) и больше в Россию не возвращался. Августовский (1917) объединительный съезд РСДРП заочно избрал его председателем ЦК и главой зарубежного представительства партии.
Приход к власти большевиков в октябре 1917 года Аксельрод осудил. С лета 1918 года он заявлял о вырождении «диктатуры пролетариата» в контрреволюцию и считал «большевистский переворот» «колоссальным преступлением и ничем иным». От этой своей оценки Аксельрод не отказывался никогда, хотя она существенно расходилась с оценкой, данной новым руководством партии, избранным на Чрезвычайном объединительном съезде РСДРП в декабре 1917 года.
По замечанию Аксельрода, вытекавшая из всех теоретических построений официальных, равно как и их западноевропейских единомышленников, оценка большевистской диктатуры служила «теоретической базой для санкционирования большевистского режима». Он категорически возражал против объявления происшедшего в России «шагом вперед в общественном развитии», отнесения «к историческому активу» большевиков завоеваний «в области эмансипации России от империалистической опеки, свержения господства имущих классов и радикального устранения пережитков крепостничества» и считал, что, насильственно прервав революционное развитие страны, они отбросили её «назад — в экономическом отношении чуть не в середину прошлого века, а политическом — частью ко временам Петра Великого, а отчасти — Ивана Грозного».

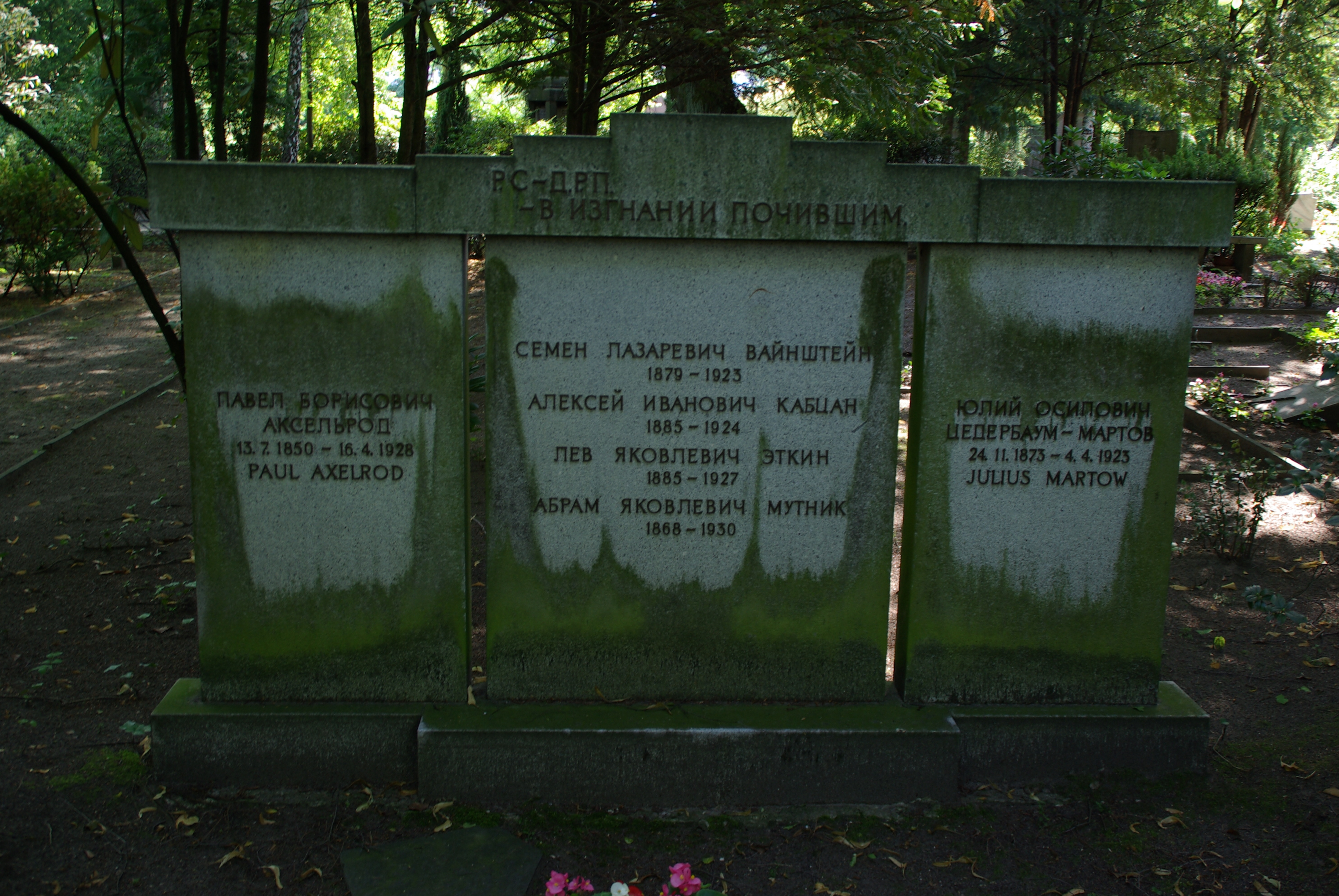
Могила П. Б. Аксельрода в колумбарии на Герихтштрассе в берлинском районе Веддинг

Апрельские тезисы ЦК РСДРП (1920) и ряд других официальных партийных документов побудили Аксельрода обратиться к новому лидеру партии Ю. О. Мартову с открытым письмом, которое он рассматривал как своего рода политическое завещание. Первая публикация письма в эмиграции относится к весне 1921 года. В России до 1999 года письмо было опубликовано лишь однажды — весной 1923 года петроградской группой «правых» меньшевиков. Направленное против «легенды о великой пролетарской и коммунистической миссии большевизма», оно стало событием не только для российской, но и международной социал-демократии. Старый, больной, но мужественный человек, Аксельрод и за границей оставался нравственным эталоном и координационным центром для всех меньшевистских партийных групп и течений. Его нельзя относить к представителям «правого» меньшевизма, организационно порвавших с РСДРП ещё в 1917 году, поскольку он всегда оставался членом РСДРП и не желал вносить свою лепту во внутрипартийный разлад.
Умер в 1928 году в эмиграции. Похоронен на кладбище в берлинском районе Веддинг. Его прах помещён в мемориале по соседству с другими эмигрантами-меньшевиками.

## Личная жизнь, семья
В 1875 году в Женеве П. Б. Аксельрод женился на приехавшей к нему его бывшей ученице Надежде Ивановне Каминер (студент Аксельрод занимался с ней и её сестрой в качестве репетитора). Несмотря на жестокую нужду, которую первые годы испытывала молодая семья, брак оказался удачным. Один за другим родились трое детей: Вера (1876, в замужестве Гуревич), Александр (1879) и Софья (1881). Н. И. Аксельрод-Каминер скончалась в 1905 году.
Как вспоминал Лев Троцкий: «в семье Аксельрода господствовала атмосфера простоты и искреннего товарищеского участия».

## В массовой культуре
В художественном многосерийном телевизионном фильме «Раскол» роль Аксельрода сыграл Армен Джигарханян.

## Сочинения

### Воспоминания
- Аксельрод П. Б. Пережитое и передуманное. — Берлин, 1923. — 236 с. (Полнотекстовой архив-1 (zip) (недоступная ссылка); Полнотекстовой архив-2 (zip))

### Основные статьи и книги
Приводятся в хронологическом порядке.
- Аксельрод П. Б. Итоги социал-демократической партии в Германии. // Община. 1878—1879. № 1-9.
- Аксельрод П. Б. Переходный момент нашей партии. // Община. 1879. № 9.
- Аксельрод П. Б. Trade Unions. // Слово. 1879. № 1-2.
- Аксельрод П. Б. Письма о рабочем движении. (Письмо 1-15) // Вольное слово. 1881—1882.
- Аксельрод П. Б. Хроники рабочего движения. (№ 1-12) // Вольное слово. 1881—1882.
- Аксельрод П. Б. Все для народа и посредством народа. // Вольное слово. 1881. № 19 (19 октября/1 ноября). (См. также в кн.: Из архива П. Б. Аксельрода. 1880—1892 гг. — М., 2006.)
- Аксельрод П. Б. О задачах еврейской социалистической интеллигенции. [1882] (См. в кн.: Из архива П. Б. Аксельрода. 1880—1892 гг. — М., 2006.)
- Аксельрод П. Б. Учение Джорджа. // Дело. 1883. № IX—X. (См. также в кн.: Из архива П. Б. Аксельрода. 1880—1892 гг. — М., 2006.)
- Аксельрод П. Б. Социализм и мелкая буржуазия. // Вестник «Народной воли». 1883. № 1. (См. также в кн.: Из архива П. Б. Аксельрода. 1880—1892 гг. — М., 2006.)
- Аксельрод П. Б. Рабочее движение и социал-демократия. — Женева, 1885.
- Аксельрод П. Б. Рабочее движение в начале 60-х годов и теперь. // Социал-демократ. 1888.
- Аксельрод П. Б. Политическая роль социальной демократии и последние выборы в германский рейхстаг. // Социал-демократ. Кн. 1-4. 1890-92.
- Аксельрод П. Б. Письма к русским рабочим об освободительном движении пролетариата (Письмо первое: Задачи рабочей интеллигенции в России). // Социалист. 1889. № 1. (См. также в кн.: Из архива П. Б. Аксельрода. 1880—1892 гг. — М., 2006.)
- Аксельрод П. Б. Рабочий класс и революционное движение в России. — СПб., 1907.
- Аксельрод П. Б. Борьба социалистических и буржуазных тенденций в русском революционном движении. — СПб., 1907.
- Аксельрод П. Б. Борьба за мир и восстановление Интернационала. — Пг, 1917.
- Аксельрод П. Б. Кто изменил социализму? Большевизм и социальная демократия в России. — Нью-Йорк, 1919.

### Сборники
- Из архива П. Б. Аксельрода. 1881—1896 гг. — Берлин., 1924. (Полнотекстовой архив /rar/)
- Письма П. Аксельрода к Ю. Мартову. — Берлин, 1924.
- Переписка Г. В. Плеханова и П. Б. Аксельрода. Т. 1-2. — М.-Петроград, 1925.
- Die russische Revolution und sozialistische Internationale. Aus dem literaturishen Nachlass von P. B. Axelrod. — Jena, 1932.
- Из архива П. Б. Аксельрода. Вып. 1: 1880—1892 гг. — М., 2006.